# Élections cantonales de 2008 dans l'Ariège
Les élections cantonales françaises de 2008 ont eu lieu les 9 et 16 mars 2008, conjointement avec les élections municipales.
Lors de ces élections, 11 des 22 cantons de l'Ariège ont été renouvelés.

## Résultats à l'échelle du département
| Étiquette      | Étiquette                         | Premier tour | Premier tour | Second tour | Second tour | Sièges |
| Étiquette      | Étiquette                         | Voix         | %            | Voix        | %           | Sièges |
| -------------- | --------------------------------- | ------------ | ------------ | ----------- | ----------- | ------ |
|                | Parti socialiste                  | 21 226       | 50,36        | 9 496       | 42,85       | 8      |
|                | Divers gauche                     | 4 728        | 11,22        | 6 375       | 28,77       | 1      |
|                | Parti communiste français         | 4 713        | 11,18        |             |             |        |
|                | Les Verts                         | 1 014        | 2,41         |             |             |        |
|                | Parti radical de gauche           | 497          | 1,18         | 649         | 2,93        | 0      |
| Gauche         | Gauche                            | 32 178       | 76,35        | 16 520      | 74,54       | 9      |
|                |                                   |              |              |             |             |        |
|                | Union pour un mouvement populaire | 3 926        | 9,31         | 2 736       | 12,35       | 1      |
|                | Divers droite                     | 3 358        | 7,97         | 2 906       | 13,11       | 1      |
|                | Front national                    | 1 371        | 3,25         |             |             |        |
|                | Mouvement démocrate               | 293          | 0,70         |             |             |        |
| Droite         | Droite                            | 8 948        | 21,23        | 5 642       | 25,46       | 2      |
|                |                                   |              |              |             |             |        |
|                | Divers                            | 1 022        | 2,42         |             |             |        |
|                |                                   |              |              |             |             |        |
| Inscrits       | Inscrits                          | 58 262       | 100,00       | 37 403      | 100,00      |        |
| Abstentions    | Abstentions                       | 13 452       | 23,09        | 12 955      | 34,64       |        |
| Votants        | Votants                           | 44 810       | 76,91        | 24 448      | 65,36       |        |
| Blancs et nuls | Blancs et nuls                    | 2 662        | 5,94         | 2 286       | 9,35        |        |
| Exprimés       | Exprimés                          | 42 148       | 94,06        | 22 162      | 90,65       |        |

## Liste des élus
| Canton                 | Conseiller sortant     | Parti | Parti | Conseiller élu         | Parti | Parti |
| ---------------------- | ---------------------- | ----- | ----- | ---------------------- | ----- | ----- |
| Ax-les-Thermes         | Augustin Bonrepaux     |       | PS    | Augustin Bonrepaux     |       | PS    |
| La Bastide-de-Sérou    | André Rouch            |       | PS    | André Rouch            |       | PS    |
| Les Cabannes           | Christian Loubet       |       | PS    | Christian Loubet       |       | PS    |
| Castillon-en-Couserans | Robert Zonch           |       | PS    | Robert Zonch           |       | PS    |
| Foix-Ville             | Jean-Noël Fondère      |       | PS    | Jean-Noël Fondère      |       | PS    |
| Foix-Rural             | Guy Destrem            |       | PS    | Benoît Alvarez         |       | DVG   |
| Massat                 | Pierre Auriac-Meilleur |       | DVD   | Pierre Auriac-Meilleur |       | DVD   |
| Mirepoix               | Jeanne Ettori          |       | PS    | Jean Cazanave          |       | PS    |
| Saint-Lizier           | Raymond Coumes         |       | PS    | Raymond Coumes         |       | PS    |
| Saverdun               | Louis Marette          |       | UMP   | Louis Marette          |       | UMP   |
| Varilhes               | Roger Sicre            |       | PS    | Roger Sicre            |       | PS    |

## Résultats par canton

### Canton d'Ax-les-Thermes
| Candidats      | Candidats           | Étiquette      | Premier tour | Premier tour | Second tour | Second tour |
| Candidats      | Candidats           | Étiquette      | Voix         | %            | Voix        | %           |
| -------------- | ------------------- | -------------- | ------------ | ------------ | ----------- | ----------- |
|                | Augustin Bonrepaux* | PS             | 986          | 48,10        | 1 102       | 53,97       |
|                | Michel Barre        | DVG            | 795          | 38,78        | 940         | 46,03       |
|                | Gérard Durand       | PCF            | 143          | 6,98         |             |             |
|                | José Serrano        | DVD            | 84           | 4,10         |             |             |
|                | Michel Duchochois   | FN             | 42           | 2,05         |             |             |
|                |                     |                |              |              |             |             |
| Inscrits       | Inscrits            | Inscrits       | 2 591        | 100,00       | 2 589       | 100,00      |
| Abstentions    | Abstentions         | Abstentions    | 480          | 18,53        | 493         | 19,04       |
| Votants        | Votants             | Votants        | 2 111        | 81,47        | 2 096       | 80,96       |
| Blancs et nuls | Blancs et nuls      | Blancs et nuls | 61           | 2,89         | 54          | 2,58        |
| Exprimés       | Exprimés            | Exprimés       | 2 050        | 97,11        | 2 042       | 97,42       |

*sortant

### Canton de La Bastide-de-Sérou
|                | André Rouch*   | PS             | 991   | 72,92  |  |  |
|                | André Blazy    | UMP            | 368   | 27,08  |  |  |
|                |                |                |       |        |  |  |
| Inscrits       | Inscrits       | Inscrits       | 1 842 | 100,00 |  |  |
| Abstentions    | Abstentions    | Abstentions    | 390   | 21,17  |  |  |
| Votants        | Votants        | Votants        | 1 452 | 78,83  |  |  |
| Blancs et nuls | Blancs et nuls | Blancs et nuls | 93    | 6,40   |  |  |
| Exprimés       | Exprimés       | Exprimés       | 1 359 | 93,60  |  |  |

*sortant

### Canton de Les Cabannes
|                | Christian Loubet* | PS             | 1 673 | 86,46  |  |  |
|                | Pierre Fournié    | UMP            | 262   | 13,54  |  |  |
|                |                   |                |       |        |  |  |
| Inscrits       | Inscrits          | Inscrits       | 2 538 | 100,00 |  |  |
| Abstentions    | Abstentions       | Abstentions    | 383   | 15,09  |  |  |
| Votants        | Votants           | Votants        | 2 155 | 84,91  |  |  |
| Blancs et nuls | Blancs et nuls    | Blancs et nuls | 220   | 10,21  |  |  |
| Exprimés       | Exprimés          | Exprimés       | 1 935 | 89,79  |  |  |

*sortant

### Canton de Castillon-en-Couserans
|                | Robert Zonch*   | PS             | 1 327 | 55,06  |  |  |
|                | Alain Bourgeon  | DVD            | 582   | 24,15  |  |  |
|                | Robert Bareille | PCF            | 501   | 20,79  |  |  |
|                |                 |                |       |        |  |  |
| Inscrits       | Inscrits        | Inscrits       | 3 063 | 100,00 |  |  |
| Abstentions    | Abstentions     | Abstentions    | 505   | 16,49  |  |  |
| Votants        | Votants         | Votants        | 2 558 | 83,51  |  |  |
| Blancs et nuls | Blancs et nuls  | Blancs et nuls | 148   | 5,79   |  |  |
| Exprimés       | Exprimés        | Exprimés       | 2 410 | 94,21  |  |  |

*sortant

### Canton de Foix-Ville
| Candidats      | Candidats          | Étiquette      | Premier tour | Premier tour | Second tour | Second tour |
| Candidats      | Candidats          | Étiquette      | Voix         | %            | Voix        | %           |
| -------------- | ------------------ | -------------- | ------------ | ------------ | ----------- | ----------- |
|                | Jean-Noël Fondère* | PS             | 1 772        | 43,02        | 2 108       | 51,23       |
|                | Jacques Carol      | DVG            | 1 274        | 30,93        | 2 007       | 48,77       |
|                | Alain Esquirol     | UMP            | 593          | 14,40        |             |             |
|                | Jean-Pierre Icre   | PCF            | 480          | 11,65        |             |             |
|                |                    |                |              |              |             |             |
| Inscrits       | Inscrits           | Inscrits       | 6 359        | 100,00       | 6 383       | 100,00      |
| Abstentions    | Abstentions        | Abstentions    | 2 066        | 32,49        | 1 984       | 31,08       |
| Votants        | Votants            | Votants        | 4 293        | 67,51        | 4 399       | 68,92       |
| Blancs et nuls | Blancs et nuls     | Blancs et nuls | 174          | 4,05         | 284         | 6,46        |
| Exprimés       | Exprimés           | Exprimés       | 4 119        | 95,95        | 4 115       | 93,54       |

*sortant

### Canton de Foix-Rural
| Candidats      | Candidats          | Étiquette      | Premier tour | Premier tour | Second tour | Second tour |
| Candidats      | Candidats          | Étiquette      | Voix         | %            | Voix        | %           |
| -------------- | ------------------ | -------------- | ------------ | ------------ | ----------- | ----------- |
|                | Benoît Alvarez     | DVG            | 2 659        | 41,19        | 3 428       | 100,00      |
|                | Guy Destrem        | PS             | 2 642        | 40,93        | Retrait     | Retrait     |
|                | Danielle Buzy-Zoia | PCF            | 716          | 11,09        |             |             |
|                | Thérèse Aliot      | FN             | 438          | 6,79         |             |             |
|                |                    |                |              |              |             |             |
| Inscrits       | Inscrits           | Inscrits       | 8 683        | 100,00       | 8 677       | 100,00      |
| Abstentions    | Abstentions        | Abstentions    | 1 872        | 21,56        | 3 953       | 45,56       |
| Votants        | Votants            | Votants        | 6 811        | 78,44        | 4 724       | 54,44       |
| Blancs et nuls | Blancs et nuls     | Blancs et nuls | 356          | 5,23         | 1 296       | 27,43       |
| Exprimés       | Exprimés           | Exprimés       | 6 455        | 94,77        | 3 428       | 72,57       |

*sortant

### Canton de Massat
| Candidats      | Candidats                  | Étiquette      | Premier tour | Premier tour | Second tour | Second tour |
| Candidats      | Candidats                  | Étiquette      | Voix         | %            | Voix        | %           |
| -------------- | -------------------------- | -------------- | ------------ | ------------ | ----------- | ----------- |
|                | Pierre Auriac-Meilleur*    | DVD            | 651          | 41,62        | 698         | 51,82       |
|                | Léon-Pierre Galy-Gasparrou | PRG            | 497          | 31,78        | 649         | 48,18       |
|                | Alain Esquirol             | PS             | 416          | 26,60        | Retrait     | Retrait     |
|                |                            |                |              |              |             |             |
| Inscrits       | Inscrits                   | Inscrits       | 2 008        | 100,00       | 2 005       | 100,00      |
| Abstentions    | Abstentions                | Abstentions    | 400          | 19,92        | 610         | 30,42       |
| Votants        | Votants                    | Votants        | 1 608        | 80,02        | 1 395       | 69,58       |
| Blancs et nuls | Blancs et nuls             | Blancs et nuls | 44           | 2,74         | 48          | 3,44        |
| Exprimés       | Exprimés                   | Exprimés       | 1 564        | 97,26        | 1 347       | 96,56       |

*sortant

### Canton de Mirepoix
| Candidats      | Candidats          | Étiquette      | Premier tour | Premier tour | Second tour | Second tour |
| Candidats      | Candidats          | Étiquette      | Voix         | %            | Voix        | %           |
| -------------- | ------------------ | -------------- | ------------ | ------------ | ----------- | ----------- |
|                | Jean Cazanave      | PS             | 3 143        | 42,60        | 3 932       | 64,04       |
|                | Jean-Claude Doïmo  | DVD            | 2 041        | 27,66        | 2 208       | 35,96       |
|                | Henri Barrou       | PCF            | 1 575        | 21,35        | Retrait     | Retrait     |
|                | Françoise Matricon | Verts          | 619          | 8,39         |             |             |
|                |                    |                |              |              |             |             |
| Inscrits       | Inscrits           | Inscrits       | 10 166       | 100,00       | 10 159      | 100,00      |
| Abstentions    | Abstentions        | Abstentions    | 2 366        | 23,27        | 3 636       | 35,79       |
| Votants        | Votants            | Votants        | 7 800        | 76,73        | 6 523       | 64,21       |
| Blancs et nuls | Blancs et nuls     | Blancs et nuls | 422          | 5,41         | 383         | 5,87        |
| Exprimés       | Exprimés           | Exprimés       | 7 378        | 94,59        | 6 140       | 94,13       |

*sortant

### Canton de Saint-Lizier
|                | Raymond Coumes* | PS             | 3 230 | 75,96  |  |  |
|                | François Calvet | SE             | 1 022 | 24,04  |  |  |
|                |                 |                |       |        |  |  |
| Inscrits       | Inscrits        | Inscrits       | 5 910 | 100,00 |  |  |
| Abstentions    | Abstentions     | Abstentions    | 1 273 | 21,54  |  |  |
| Votants        | Votants         | Votants        | 4 637 | 78,46  |  |  |
| Blancs et nuls | Blancs et nuls  | Blancs et nuls | 385   | 8,30   |  |  |
| Exprimés       | Exprimés        | Exprimés       | 4 252 | 91,70  |  |  |

*sortant

### Canton de Saverdun
| Candidats      | Candidats       | Étiquette      | Premier tour | Premier tour | Second tour | Second tour |
| Candidats      | Candidats       | Étiquette      | Voix         | %            | Voix        | %           |
| -------------- | --------------- | -------------- | ------------ | ------------ | ----------- | ----------- |
|                | Louis Marette*  | UMP            | 2 703        | 45,81        | 2 736       | 53,75       |
|                | Jean Crespy     | PS             | 1 820        | 30,84        | 2 354       | 46,25       |
|                | Jean-Luc Beroud | Verts          | 395          | 6,69         |             |             |
|                | Roger Vidal     | PCF            | 384          | 6,51         |             |             |
|                | Daniel Prax     | FN             | 306          | 5,19         |             |             |
|                | Pierre Eclache  | Modem          | 293          | 4,97         |             |             |
|                |                 |                |              |              |             |             |
| Inscrits       | Inscrits        | Inscrits       | 7 591        | 100,00       | 7 590       | 100,00      |
| Abstentions    | Abstentions     | Abstentions    | 1 435        | 18,90        | 2 279       | 30,03       |
| Votants        | Votants         | Votants        | 6 156        | 81,10        | 5 311       | 69,97       |
| Blancs et nuls | Blancs et nuls  | Blancs et nuls | 255          | 4,14         | 221         | 4,16        |
| Exprimés       | Exprimés        | Exprimés       | 5 901        | 95,86        | 5 090       | 95,84       |

*sortant

### Canton de Varilhes
|                | Roger Sicre*   | PS             | 3 226 | 68,28  |  |  |
|                | Édith Hirtz    | PCF            | 914   | 19,34  |  |  |
|                | Aimé Deleglise | FN             | 585   | 12,38  |  |  |
|                |                |                |       |        |  |  |
| Inscrits       | Inscrits       | Inscrits       | 7 511 | 100,00 |  |  |
| Abstentions    | Abstentions    | Abstentions    | 2 282 | 30,38  |  |  |
| Votants        | Votants        | Votants        | 5 229 | 69,62  |  |  |
| Blancs et nuls | Blancs et nuls | Blancs et nuls | 504   | 9,64   |  |  |
| Exprimés       | Exprimés       | Exprimés       | 4 725 | 90,36  |  |  |

*sortant